# Knut Hjeltnes
Knut Hjeltnes (Øystese, Noruega; 8 de diciembre de 1951-17 de enero de 2024) fue un atleta y entrenador de atletismo noruego especialista en lanzamiento de disco y lanzamiento de bala que participó en los Juegos Olímpicos.

## Carrera
A nivel nacional ganó 20 títulos de campeón nacional: 11 en lanzamiento de disco en 1975, 1976, 1978, 1980–1984, 1986, 1988, y 1989; y 9 en lanzamiento de bala en 1975–1978 y 1980–1984. También estuvo ubicado entre el segundo y séptimo lugar de la clasificación mundial de lanzamiento de disco entre 1976 y 1988.
Actualmente posee el récord nacional en lanzamiento de disco con una distancia de 69.62 m desde 1985, y su marca en lanzamiento de bala está en 20.55 m hecha en 1980.
Hjeltnes a nivel universitario en Estados Unidos estuvo com Western Maryland Green Terror (ahora McDaniel Green Terror), Penn State Nittany Lions, BYU Cougars. Logró ser All-American en lanzamiento de bala y disco en su etapa con Western Maryland y Penn State. Cuando estaba en BYU fue entrenado por Jay Silvester, leyenda en lanzamiento de disco y poseedor del récord mundial.
Clasificó en cuatro ocasiones a los Juegos Olímpicos (1976, 1984, 1988 y no fue por el boicot en 1980). Su mejor participación fue la 4° posición en 1984 y 7° en 1976 y 1988. Se quedó fuera del podio en 1984 por apenas 18 cm de distancia con el medallista de bronce John Powell. A nivel de copa mundial su mejor participación fue un noveno lugar en 1983. Su mejor resultado en el campeonato europeo fue el cuarto lugar en 1986.
Hjeltnes dio positivo por consumo de esteroide anabólico en el Bislett Stadium de Oslo el 6 de julio de 1977 y en la Copa Europea de Helsinki en agosto de 1977, por lo que había sido suspendido de manera indefinida. Luego de apelaciones la suspensión fue de un año, permitiéndole participar en el campeonato europeo de 1978. Siguió compitiendo a nivel internacional por 10 años y le aplicaron controles antidopaje en más de 100 ocasiones en su carrera. Fue el primer atleta de Noruega en dar positivo en un control antidopaje. Hjeltnes lo admitió públicamente y dijo que varios atletas hicieron lo mismo a nivel olímpico durante los años 1970. Knut cooperó con el libro de Jan Hedenstad titulado Dopet ("Dopado") en 1979.
Luego de retirarse, Hjeltnes fue entrenador en la NCAA Division I por más de 20 años, donde entrenó a varios All-Americans y campeones de conferencia. Hjeltnes dirigió atletas de los Army Black Knights en West Point, New York de 1999 a 2013. En ese tiempo, sus atletas ganaron 40 campeonatos de la Patriot League, 3 de ellos fueron All-American, 30 clasificaciones al NCAA Regional Qualifiers y 2 All-American académicos. Hjeltnes pasó a dirigir a los Auburn Tigers en 2013. Se retiraría en 2016.
Hjeltnes a la fecha de su muerte se ubicó en la posición #36 de la lista de los mejores en lanzamiento de disco de todos los tiempos. En la categoría máster se ubicó en octavo lugar de la clasificación histórica de lanzamiento de disco entre las edades de 35 a 39 años.